# Frankenweenie (bande originale)
Pour les articles homonymes, voir Frankenweenie.
Albums de Danny Elfman
Happiness Therapy
(2012) Promised Land
(2012)
Frankenweenie - Original Motion Picture Soundtrack, composé par Danny Elfman, est la bande originale, distribué par Walt Disney Records, du film d'animation américain réalisé par Tim Burton, Frankenweenie, sortis en 2012.
"Wonder Volt" de Kaela Kimura est la chanson thème de la version japonaise.

## Liste des titres
Toute la musique est composée par Danny Elfman.
| 1.    | Frankenweenie Disney Logo          | 0:37 |
| 2.    | Main Titles                        | 2:19 |
| 3.    | Mr. Burgermeister / Noses Meet     | 2:16 |
| 4.    | Game Of Death                      | 2:20 |
| 5.    | The Funeral                        | 2:38 |
| 6.    | Electricity                        | 3:27 |
| 7.    | Re-Animation                       | 5:15 |
| 8.    | Sparky's Day Out                   | 1:53 |
| 9.    | Dad's Talk                         | 0:49 |
| 10.   | The Bride / Edgar Knows            | 2:19 |
| 11.   | Invisible Fish / Search For Sparky | 4:41 |
| 12.   | A Premonition                      | 1:25 |
| 13.   | The Speech                         | 1:20 |
| 14.   | Mom's Discovery / Farewell         | 1:29 |
| 15.   | Getting Ready                      | 2:38 |
| 16.   | Making Monsters                    | 6:43 |
| 17.   | Pool Monsters Attack               | 1:50 |
| 18.   | Mad Monster Party                  | 1:58 |
| 19.   | Final Confrontation                | 2:56 |
| 20.   | Happy Ending                       | 3:25 |
|       | Bonus tracks                       |      |
| 21.   | Alternate Main Titles              | 2:18 |
| 22.   | Over The Fence                     | 1:14 |
| 55:50 |                                    |      |

## Autour de l'album
- C'est la 14e collaboration entre Danny Elfman et Tim Burton.